# Otter Rock
Der Otter Rock ist ein markanter und 95 m hoher Klippenfelsen in der Bransfieldstraße. Er liegt 5 km nördlich des Notter Point vor der Einfahrt zur Bone Bay der Trinity-Halbinsel im Norden des Grahamlands auf der Antarktischen Halbinsel.
Das UK Antarctic Place-Names Committee benannte ihn 1964 nach Flugzeugen des Typs de Havilland Canada DHC-3 „Otter“, die der British Antarctic Survey bei seinen Arbeiten verwendete.